# Ströms socken
Ströms socken ligger i Jämtland, med en liten sydlig del i Ångermanland, och är sedan 1974 en del av Strömsunds kommun i Jämtlands län samt motsvarar från 2016 Ströms distrikt.
Socknens areal är 2 442,20 kvadratkilometer, varav 2 131,50 land. År 2000 fanns här 5 810 invånare. Tätorten Näsviken samt tätorten och kyrkbyn Strömsund med sockenkyrkan Ströms kyrka ligger i socknen. 

## Administrativ historik
Ströms socken har medeltida ursprung. Området Frostviken överfördes 1746 till Föllinge socken. Under 1700-talet överfördes byarna Henningskälen och Öjarn från Hammerdals socken. 1808 utbröts Alanäs socken. Den sydostligaste delen av socknen har överförts från Ramsele socken i Ångermanland: 1840 Stamsele och Täxan, 1883 Björkhöjden, 1891  Sporrsjönäs, Stamåsen, Storhöjden och en kronomark. 1891 överfördes Trångåsen från Fjällsjö socken i Ångermanland.
Vid kommunreformen 1862 överfördes ansvaret för de kyrkliga frågorna till Ströms församling, och för de borgerliga frågorna till Ströms landskommun. Landskommunen utökades 1952 och uppgick 1974 i Strömsunds kommun.  Församlingen uppgick (namnändrades) 2013 till Ström-Alanäs församling.
1 januari 2016 inrättades distriktet Ström, med samma omfattning som församlingen hade 1999/2000.
Socknen har tillhört fögderier, tingslag och domsagor enligt vad som beskrivs i artikeln Jämtland. De indelta soldaterna tillhörde Jämtlands fältjägarregemente.

## Geografi
Ströms socken ligger kring Ströms Vattudals södra del och Faxälven. Socknen är flack och har odlingsbygd vid sjöarna och är i övrigt en kuperad myrrik skogsbygd som i Tortfjället i norr når 748 meter över havet.

### Byar
| - Alavattnet - Bonäset - Bredkälen - Gärdnäs - Henningskälen - Hillsand - Järilvattnet - Kärrnäset - Långåsen - Lövberga | - Näsviken - Näxåsen - Renålandet - Risede - Risselås - Skalet - Stamsele - Strand - Svaningen - Södra Öhn | - Torsfjärden - Tullingsås - Täxan - Ulriksfors - Vedjeön - Vågdalen - Älghallen - Äspnäs - Öhn - Öjarn |

## Namnet
Ström nämns första gången i skrift år 1273 i ett tingsprotokoll som Straumi, vilket syftar på strömmen vid Ströms Vattudals utlopp i Faxälven.

## Historia

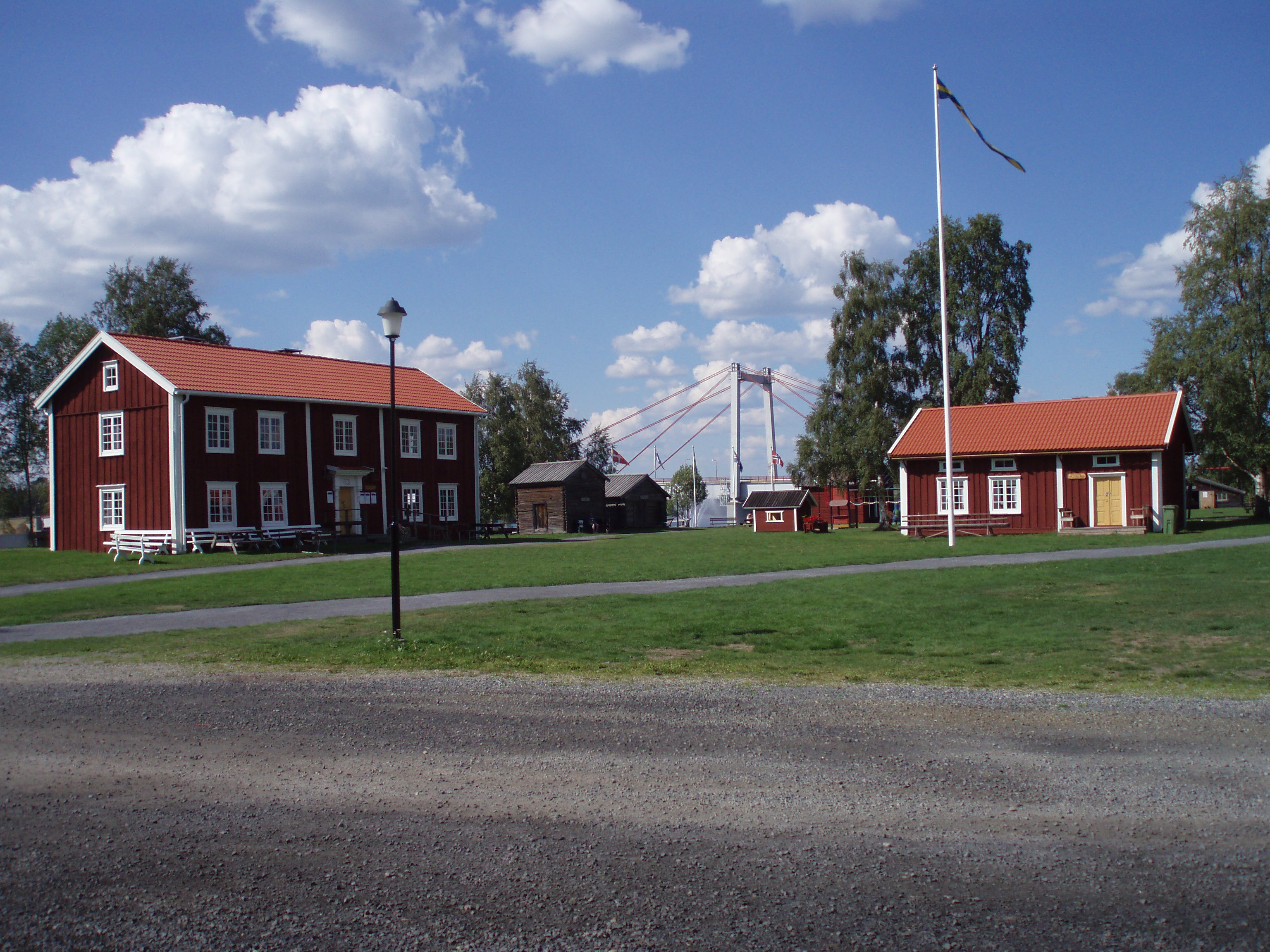
Ströms hembygdsgård i Strömsund.

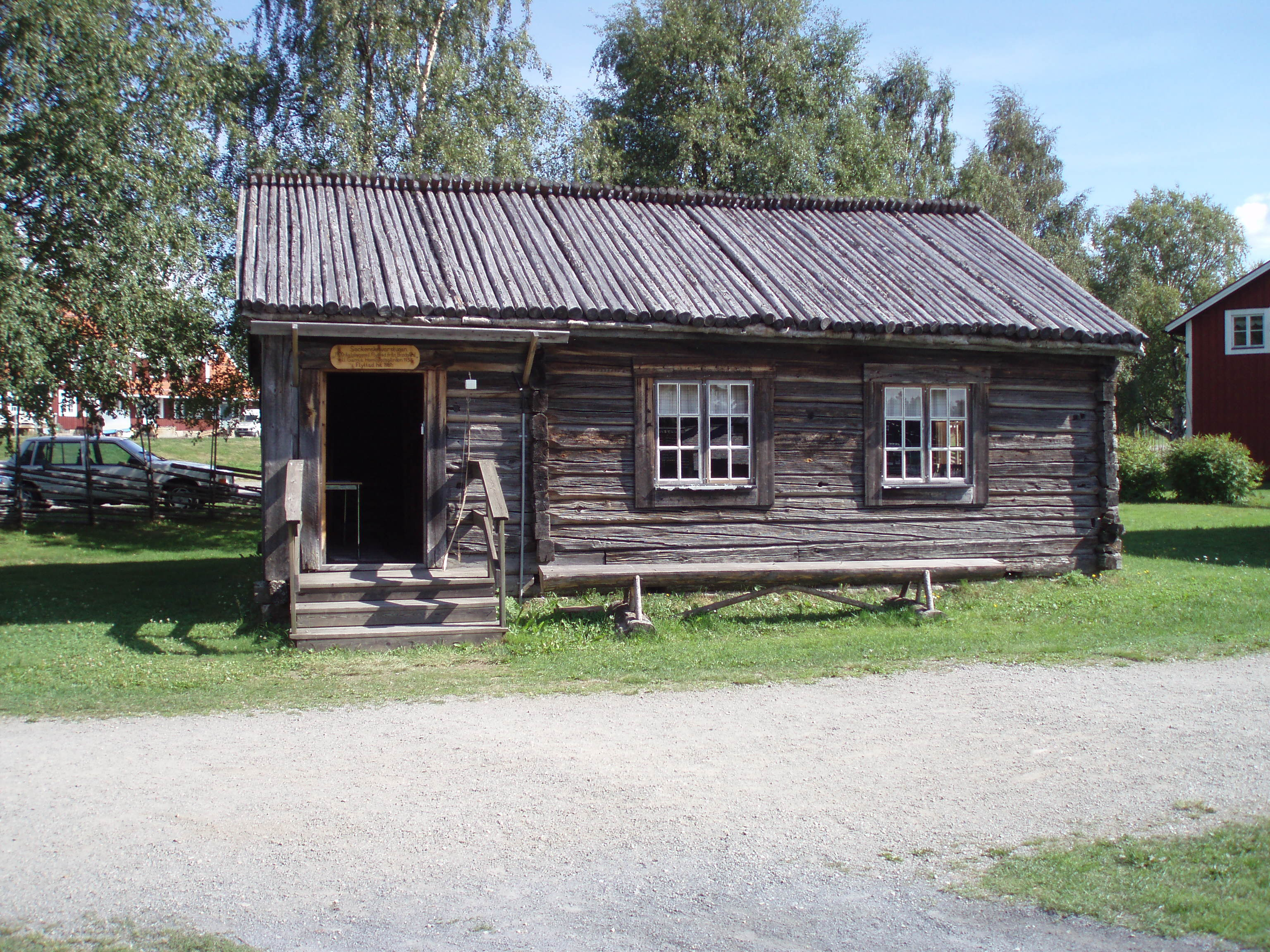
Den gamla sockenskrivarstugan från 1700-talet står numera på Ströms hembygdsgård.

Från stenåldern är cirka 200 boplatser från fångstkulturer kända, dessutom tre hällmålningar vid Fångsjön. Från järnåldern finns gravar i boplatsmiljö bevarade. Även ett par vikingatida fynd har gjorts nära den medeltida kyrkplatsen. De cirka 460 fångstgroparna som finns spridda på olika platser är övervägande från forntid och medeltid.  Boskapsskötsel var länge huvudnäring, och stora betesmarker möjliggjorde avel för export. Den stora kolonisationsvågen i Ström inleddes på 1600-talet, och kulminerade under 1700- och 1800-talen.
Ströms gamla kyrka, som låg på nuvarande gamla kyrkogården, byggdes omkring år 1300 och revs gradvis under åren efter 1850. Kyrkoherden i Hammerdal höll genom åren mässa i Ströms kyrka var tredje söndag. Först över 100 år efter reformationen, år 1640, fick Ström sin egen präst, komministern Olof Erichsson, och blev eget pastorat år 1873 med egen kyrkoherde.
Ström var ursprungligen mycket större än idag, och det område som nu bildar Alanäs samt Frostviken hörde då till Ström, och kallades Ströms lappmark.
År 1774 fick byn Stamsele i Ramsele församling, på grund av den kortare vägen till kyrkan,  kyrkrätt i Ström.
Genom beslut år 1832, utan länsändring, överfördes båda byarna Stamsele och Täxan från Ramsele i Västernorrlands län till Ström. 
Vid mitten av 1500-talet fanns det nio byar i Ström, och de största var Tullingsås och Öhn. Socknens centrum har alltid varit Ströms kyrkplats, som ligger på gränsen mellan byarna Bredgård och Näset. Kyrkplatsen kallades Strömsflaten, och var marknadsplats för hela norra Jämtland. Under 1850-talet började kyrkplatsens expansion till tätort, vilket så småningom ledde till att den blev ett municipalsamhälle med namnet Strömsund, enligt regeringsbeslut år 1900.

## Befolkningsutveckling
| Befolkningsutvecklingen i Ströms socken 1750–2000                                                        | Befolkningsutvecklingen i Ströms socken 1750–2000 | Befolkningsutvecklingen i Ströms socken 1750–2000 | Befolkningsutvecklingen i Ströms socken 1750–2000 | Befolkningsutvecklingen i Ströms socken 1750–2000 |
| --- | ------------------------------------------------- | ------------------------------------------------- | ------------------------------------------------- | ------------------------------------------------- |
| |                                                   |                                                   |                                                   |                                                   |
| År |                                                   |                                                   | Folkmängd                                         |                                                   |
| 1750 | 1750                                              |                                                   | 409                                               |                                                   |
| 1760 | 1760                                              |                                                   | 439                                               |                                                   |
| 1769 | 1769                                              |                                                   | 522                                               |                                                   |
| 1780 | 1780                                              |                                                   | 655                                               |                                                   |
| 1790 | 1790                                              |                                                   | 697                                               |                                                   |
| 1810 | 1810                                              |                                                   | 703                                               |                                                   |
| 1820 | 1820                                              |                                                   | 842                                               |                                                   |
| 1830 | 1830                                              |                                                   | 979                                               |                                                   |
| 1840 | 1840                                              |                                                   | 1 116                                             |                                                   |
| 1850 | 1850                                              |                                                   | 1 364                                             |                                                   |
| 1860 | 1860                                              |                                                   | 1 858                                             |                                                   |
| 1870 | 1870                                              |                                                   | 2 380                                             |                                                   |
| 1880 | 1880                                              |                                                   | 3 175                                             |                                                   |
| 1890 | 1890                                              |                                                   | 4 097                                             |                                                   |
| 1900 | 1900                                              |                                                   | 4 573                                             |                                                   |
| 1910 | 1910                                              |                                                   | 5 441                                             |                                                   |
| 1920 | 1920                                              |                                                   | 6 830                                             |                                                   |
| 1930 | 1930                                              |                                                   | 7 232                                             |                                                   |
| 1940 | 1940                                              |                                                   | 6 836                                             |                                                   |
| 1950 | 1950                                              |                                                   | 6 628                                             |                                                   |
| 1960 | 1960                                              |                                                   | 6 694                                             |                                                   |
| 1970 | 1970                                              |                                                   | 5 988                                             |                                                   |
| 1980 | 1980                                              |                                                   | 6 400                                             |                                                   |
| 1990 | 1990                                              |                                                   | 6 314                                             |                                                   |
| 2000 | 2000                                              |                                                   | 5 810                                             |                                                   |
| Anm: Källor: Umeå universitet - Tabellverket 1749-1859, Demografiska databasen, CEDAR, Umeå universitet. |                                                   |                                                   |                                                   |                                                   |

### Fotnoter
1. 1 2  Svensk Uppslagsbok andra upplagan 1947–1955: Ström socken
2. 1 2  Harlén, Hans; Harlén Eivy (2003). Sverige från A till Ö: geografisk-historisk uppslagsbok. Stockholm: Kommentus. Libris 9337075. ISBN 91-7345-139-8
3. ↑  Ströms socken på ArkivDigital
4. ↑  ”Församlingar”. Statistiska centralbyrån. https://www.scb.se/hitta-statistik/regional-statistik-och-kartor/regionala-indelningar/forsamlingar/. Läst 30 december 2022.
5. ↑  Administrativ historik för Ström socken (Klicka på församlingsposten). Källa: Nationella arkivdatabasen, Riksarkivet.
6. 1 2  Sjögren, Otto (1935). Sverige geografisk beskrivning del 5 Örebro, Västmanlands, Kopparbergs län och Norrlandslänen. Stockholm: Wahlström & Widstrand. Libris 9942
7. 1 2 3  Nationalencyklopedin
8. ↑  Mats Wahlberg, red (2003). Svenskt ortnamnslexikon. Uppsala: Institutet för språk och folkminnen. Libris 8998039. ISBN 91-7229-020-X. https://isof.diva-portal.org/smash/get/diva2:1175717/FULLTEXT02.pdf
9. ↑  Fornlämningar, Statens historiska museum: Ströms socken
10. ↑  Fornminnesregistret, Riksantikvarieämbetet: Ströms socken Fornminnen i socknen erhålls på kartan genom att skriva in sockennamn (utan "socken") i "Ange geografiskt område"